# Sulo Vaattovaara
Sulo Vaattovaara (ur. 18 lutego 1962 w Torshälli) – szwedzki piłkarz występujący na pozycji obrońcy.

## Kariera klubowa
Vaattovaara karierę rozpoczynał w 1980 roku w trzecioligowym klubie Gällivare SK. W 1981 roku spadł z nim do czwartej ligi, a w 1983 roku został graczem pierwszoligowego Hammarby IF. Jego barwy przez pięć lat, a potem przeszedł do także pierwszoligowego IFK Norrköping. Zdobył z nim mistrzostwo Szwecji (1989), a także trzy razy Puchar Szwecji (1988, 1991, 1994). W 1998 roku odszedł do drugoligowego klubu IF Sylvia, gdzie w 1999 roku zakończył karierę.

## Kariera reprezentacyjna
W reprezentacji Szwecji Vaattovaara zadebiutował 12 stycznia 1988 w wygranym 4:1 towarzyskim meczu z NRD. W tym samym roku został powołany do kadry na Letnie Igrzyska Olimpijskie, zakończone przez Szwecję na ćwierćfinale.
W latach 1988–1990 w drużynie narodowej rozegrał 6 spotkań.